# Prosactogaster ogloblini
Prosactogaster ogloblini är en stekelart som beskrevs av Szabó 1966. Prosactogaster ogloblini ingår i släktet Prosactogaster och familjen gallmyggesteklar. Inga underarter finns listade i Catalogue of Life.